# Arturo Merzario
Arturo Francesco Merzario (Como, Lombardía, 11 de marzo de 1943) es un expiloto de automovilismo, destacado en carreras de resistencia. Ganó dos veces la Targa Florio en 1972 y 1975, y once victorias en el Campeonato Mundial de Resistencia, destacando dos en los 1000 km de Monza de 1974 y 1975, una en los 1000 km de Spa de 1972 y una en los 1000 km de Nürburgring de 1975. También, por otra parte, ganó el título del Campeonato de Europa de Montaña de 1969 en la clase turismo.
Además, participó en 85 Grandes Premios de Fórmula 1 entre 1972 y 1979, obteniendo tres cuartos puestos como mejor posición, y logró como mejor resultado un 12º puesto en el campeonato de 1973. En el Gran Premio de Alemania de 1976, Merzario junto a Brett Lunger, Guy Edwards y Harald Ertl extrajeron en llamas a Niki Lauda de su Ferrari después de sufrir un accidente, salvando la vida de este último.
También fundó su propia escudería, el Team Merzario, con el que no obtuvo puntos.

## Resultados

### Fórmula 1
(Clave) (negrita indica pole position) (cursiva indica vuelta rápida)

| Año     | Equipo                     | 1       | 2       | 3       | 4       | 5        | 6        | 7       | 8       | 9       | 10      | 11      | 12      | 13      | 14      | 15      | 16      | 17  | Pos. | Puntos |
| ------- | -------------------------- | ------- | ------- | ------- | ------- | -------- | -------- | ------- | ------- | ------- | ------- | ------- | ------- | ------- | ------- | ------- | ------- | --- | ---- | ------ |
| 1972    | Scuderia Ferrari SpA SEFAC | ARG     | RSA     | ESP     | MON     | BEL      | FRA      | GBR 6   | GER 12  | AUT     | ITA     | CAN DNP | USA     |         |         |         |         |     | 20.º | 1      |
| 1973    | Scuderia Ferrari SpA SEFAC | ARG 9   | BRA 4   | RSA 4   | ESP DNP | BEL DNP  | MON Ret  | SWE DNP | FRA 7   | GBR DNP | NED DNP | GER DNP | AUT 7   | ITA Ret | CAN 15  | USA 16  |         |     | 12.º | 6      |
| 1974    | Frank Williams Racing Cars | ARG Ret | BRA Ret | RSA 6   | ESP Ret | BEL Ret  | MON Ret  | SWE DNS | NED Ret | FRA 9   | GBR Ret | GER Ret | AUT Ret | ITA 4   | CAN Ret | USA Ret |         |     | 17.º | 4      |
| 1975    | Frank Williams Racing Cars | ARG NC  | BRA Ret | RSA Ret | ESP Ret | MON DNQ  | BEL Ret  | SWE     | NED     | FRA     | GBR     | GER     | AUT     |         |         |         |         |     | NC   | 0      |
| 1975    | Copersucar-Fittipaldi      |         |         |         |         |          |          |         |         |         |         |         |         | ITA 11  | USA     |         |         |     | NC   | 0      |
| 1976    | Ovoro Team March           | BRA     | RSA     | USW DNQ | ESP Ret | BEL Ret  | MON DNQ  | SWE 14  | FRA 9   | GBR Ret |         |         |         |         |         |         |         |     | NC   | 0      |
| 1976    | Walter Wolf Racing         |         |         |         |         |          |          |         |         |         | GER Ret | AUT Ret | NED Ret | ITA DNS | CAN Ret | USA Ret | JPN Ret |     | NC   | 0      |
| 1977    | Team Merzario              | ARG     | BRA     | RSA     | USW     | ESP Ret  | MON DNQ  | BEL 14  | SWE DNP | FRA Ret | GBR Ret | GER DNQ |         | NED DNQ | ITA DNP | USA     | CAN     | JPN | NC   | 0      |
| 1977    | Shadow Racing Team         |         |         |         |         |          |          |         |         |         |         |         | AUT Ret |         |         |         |         |     | NC   | 0      |
| 1978    | Team Merzario              | ARG Ret | BRA DNQ | RSA Ret | USW Ret | MON DNPQ | BEL DNPQ | ESP DNQ | SWE NC  | FRA DNQ | GBR Ret | GER DNQ | AUT DNQ | NED Ret | ITA Ret | USA Ret | CAN DNQ |     | NC   | 0      |
| 1979    | Team Merzario              | ARG Ret | BRA DNQ | RSA DNQ | USW Ret | ESP DNQ  | BEL DNQ  | MON     | FRA DNQ | GBR DNQ | GER DNQ | AUT DNQ | NED DNQ | ITA DNQ | CAN DNQ | USA DNQ |         |     | NC   | 0      |
| 1980    | Team Merzario              | ARG     | BRA     | RSA     | USW     | BEL DNP  | MON      | FRA     | GBR     | GER     | AUT     | NED     | ITA     | CAN     | USA     |         |         |     | NC   | 0      |
| Fuente: |                            |         |         |         |         |          |          |         |         |         |         |         |         |         |         |         |         |     |      |        |